# Ligier JS27
Ligier JS27 — гоночный автомобиль Формулы-1, разработанный группой конструкторов команды Ligier. Участвовал в Чемпионате мира Формулы-1 сезона 1986 года.

## История
Новый болид был развитием прошлогоднего. JS27 был легче, чем JS25, имел улучшенную аэродинамику, и расположенный более низко топливный бак. Мотор Renault V6 был одним из самых мощных в пелотоне. Всего было построено 5 шасси JS27. Что касается пилотов, то Рене Арну заменил Филиппа Стрейффа, несмотря на подиум последнего в Австралии.
Пара быстрых и опытных гонщиков, неплохой болид - все это является залогом довольно успешных выступлений Ligier в первой половине 1986 года. Пилоты регулярно квалифицировались в конце первого десятка. Причем Арну был быстрее в квалификациях, но 42-летний, самый возрастной пилот на стартовой решетке Лаффит брал своё в гонках. В то время как Рене оббивал пороги подиума, Жаку удалось занять третье место в Бразилии и второе - в США. Однако на старте Гран-при Великобритании ветеран попал в аварию и сломал ноги.
Потеря опытного гонщика стала тяжелым психологическим ударом для команды. Квалификационная скорость осталась прежней, а вот в гонках поддерживать заданный темп не удавалось. В копилку команды до конца года упало лишь 4 очка, а ведь до злополучной аварии Лаффита команда находилась на 4 месте в Кубке Конструкторов, опережая Ferrari. Но и пятое место в КК - самое высокое среди команд, использующих шины Pirelli - являлось лучшим результатом команды до 1993 года.

## Результаты в гонках
| Год  | Шасси | Двигатель            | Шины | Пилоты | 1   | 2    | 3    | 4   | 5    | 6   | 7    | 8   | 9    | 10   | 11   | 12   | 13   | 14   | 15  | 16  | Место | Очки |
| ---- | ----- | -------------------- | ---- | ------ | --- | ---- | ---- | --- | ---- | --- | ---- | --- | ---- | ---- | ---- | ---- | ---- | ---- | --- | --- | ----- | ---- |
| 1986 | JS27  | Renault EF15 1,5 V6Т | P    |        | БРА | ИСП  | САН  | МОН | БЕЛ  | КАН | ДЕТ  | ФРА | ВЕЛ  | ГЕР  | ВЕН  | АВТ  | ИТА  | ПОР  | МЕК | АВС | 5     | 29   |
| 1986 | JS27  | Renault EF15 1,5 V6Т | P    | Арну   | 4   | Сход | Сход | 5   | Сход | 6   | Сход | 5   | 4    | 4    | Сход | 10   | Сход | 7    | 15  | 7   | 5     | 29   |
| 1986 | JS27  | Renault EF15 1,5 V6Т | P    | Лаффит | 3   | Сход | Сход | 6   | 5    | 7   | 2    | 6   | Сход |      |      |      |      |      |     |     | 5     | 29   |
| 1986 | JS27  | Renault EF15 1,5 V6Т | P    | Альо   |     |      |      |     |      |     |      |     |      | Сход | 9    | Сход | Сход | Сход | 6   | 8   | 5     | 29   |

| Легенда к таблице |                                                                    |
| --- | ------------------------------------------------------------------ |
| В таблице перечислены результаты всех Гран-при Формулы-1, в которых использовался автомобиль. Строками таблицы являются сезоны, столбцами — этапы чемпионата мира. В каждой клетке указаны сокращённое название этапа и результат, дополнительно обозначенный цветом. Расшифровка обозначений и цветов представлена в нижеследующей таблице. |                                                                    |
| \| Пример \| Описание \| \| ------------ \| ------------------------------------------------------------------ \| \| 1 \| Победитель \| \| 2 \| Второе место \| \| 3 \| Третье место \| \| 5 \| Финишировал, заработав очки \| \| Сход \| Не финишировал, но при этом заработал очки \| \| 12 \| Финишировал, не получив очков \| \| НКЛ \| Финишировал, но не попал в финальную классификацию \| \| 15 \| Участвовал вне зачёта, либо по отдельной классификации \| \| 18 \| Не финишировал, но попал в финальную классификацию \| \| Сход \| Не финишировал \| \| НКВ \| Не прошёл квалификацию \| \| НПКВ \| Не прошёл предквалификацию \| \| ДСК \| Дисквалифицирован \| \| ИСК \| Исключён из протокола соревнований \| \| ТТ \| Заявлен для участия только в тренировках \| \| НС \| Участвовал в квалификации, но не стартовал в гонке \| \| Т \| Травмирован или болен \| \| ОТК \| Отказ от участия \| \| НТР \| Прибыл на соревнования, но на трассу не выезжал \| \| НПР \| Был заявлен в числе участников, но не прибыл к началу соревнований \| \| О \| Соревнования отменены \| \| \| Не участвовал \| \| Поул-позиция \| \| \| Быстрый круг \| \| |                                                                    |
| Пример | Описание                                                           |
| 1 | Победитель                                                         |
| 2 | Второе место                                                       |
| 3 | Третье место                                                       |
| 5 | Финишировал, заработав очки                                        |
| Сход | Не финишировал, но при этом заработал очки                         |
| 12 | Финишировал, не получив очков                                      |
| НКЛ | Финишировал, но не попал в финальную классификацию                 |
| 15 | Участвовал вне зачёта, либо по отдельной классификации             |
| 18 | Не финишировал, но попал в финальную классификацию                 |
| Сход | Не финишировал                                                     |
| НКВ | Не прошёл квалификацию                                             |
| НПКВ | Не прошёл предквалификацию                                         |
| ДСК | Дисквалифицирован                                                  |
| ИСК | Исключён из протокола соревнований                                 |
| ТТ | Заявлен для участия только в тренировках                           |
| НС | Участвовал в квалификации, но не стартовал в гонке                 |
| Т | Травмирован или болен                                              |
| ОТК | Отказ от участия                                                   |
| НТР | Прибыл на соревнования, но на трассу не выезжал                    |
| НПР | Был заявлен в числе участников, но не прибыл к началу соревнований |
| О | Соревнования отменены                                              |
| | Не участвовал                                                      |
| Поул-позиция |                                                                    |
| Быстрый круг |                                                                    |